# Slovenské železnice (Slovacchia)
La Slovenské železnice (SŽ) (letteralmente: «ferrovie slovacche») era la società ferroviaria statale della Prima repubblica slovacca, Stato satellite della Germania nazista esistito dal 1939 al 1945.

## Storia
La SŽ fu creata nel 1939 in seguito all'indipendenza della Slovacchia dalla Cecoslovacchia.
Nel 1945, con la ricostituzione della Cecoslovacchia, la SŽ venne disciolta, e la rete tornò ad essere esercita dalle Ferrovie dello Stato cecoslovacche (ČSD).